# Rohan Janse van Rensburg
Pour les articles homonymes, voir Janse, Janse van Rensburg et Rensburg.

a Compétitions nationales et continentales officielles uniquement.

b Matchs officiels uniquement.
Dernière mise à jour le 27 mai 2025.
Rohan Janse van Rensburg, né le 11 septembre 1994 à Welkom (Afrique du Sud), est un joueur international sud-africain de rugby à XV évoluant au poste de centre. Il mesure 1,85 m pour 109 kg.

## Carrière

### En club
Rohan Janse van Rensburg commence sa carrière professionnelle en 2013 avec la province des Blue Bulls en Vodacom Cup. Il dispute son premier match le 16 mars 2013 en entrant en jeu contre les Pumas.
En 2015, n'ayant joué que six matchs en deux saisons et étant non retenu par les Bulls, il décide rejoindre les Golden Lions. Après une première et solide saison de Currie Cup, il est retenu pour évoluer en Super Rugby avec la franchise des Lions.
Il fait donc ses débuts en Super Rugby en 2016. Il s'impose rapidement comme un titulaire indiscutable au poste de premier centre grâce à sa puissance physique et sa capacité à marquer des essais (10 en 17 matchs disputés). Il forme alors une paire de centre très complémentaire avec le véloce Lionel Mapoe. Ils représentent alors un atout offensif majeur pour les Lions, les menant jusqu'en finale de la compétition. Après cette première saison de Super Rugby, de nombreux spécialistes réclament sa sélection avec les Springboks pour le Rugby Championship 2016, ce qui n'aura finalement pas lieu,.
En novembre 2017, il signe un contrat court avec le club anglais des Sale Sharks, qui évolue en Aviva Premiership. Il reste au club jusqu'au mois de février 2018 avant de retourner disputer le Super Rugby avec les Lions.
Après une troisième et dernière saison de Super Rugby en 2018, conclue par une troisième défaite en finale de son équipe, il signe définitivement avec Sale à partir de la saison 2018-2019.
En 2022, il fait son retour en Afrique du Sud, et s'engage avec la franchise des Sharks, évoluant en United Rugby Championship.
Peu utilisé lors de la saison 2023-2024, il est annoncé en janvier 2024 qu'il rejoindra la saison suivante le club français de l'Union Bordeaux Bègles. Le mois suivant, il quitte les Sharks avec effet immédiat pour rejoindre le club japonais des Yokohama Canon Eagles jusqu'à la fin de la saison en cours, où il doit compenser la blessure de son compatriote Jesse Kriel.
Le 24 mai 2025, il est remplaçant en finale de la Champions Cup avec l'UBB au Principality Stadium de Cardiff face aux Northampton Saints. Les Bordelo-béglais s'imposent 28 à 20 face aux Anglais et remportent ainsi le premier titre de l'histoire du club.

### En équipe nationale
Rohan Janse van Rensburg a joué en 2013 et 2014 avec l'équipe d'Afrique du Sud des moins de 20 ans dans le cadre des championnats du monde junior 2013 et 2014,.
En novembre 2016, il joue un premier match non officiel avec l'équipe d'Afrique du Sud contre les Barbarians le 5 novembre 2016, où il marque un essai,
Le lendemain, il est appelé véritablement à jouer avec les Springboks en remplacement de Jesse Kriel blessé.
Il obtient sa première cape internationale le 26 novembre 2016 à l'occasion d'un test-match contre l'équipe du pays de Galles à Cardiff.

## Palmarès

### En club, franchise et province
- Vainqueur de la Currie Cup en 2015 avec les Golden Lions.
- Finaliste du Super Rugby en 2016, 2017 et 2018 avec les Lions.
- Vainqueur de la Champions Cup en 2025 avec l'Union Bordeaux Bègles.
- Finaliste du Championnat de France en 2025 avec l'Union Bordeaux Bègles.

## Statistiques
Au 27 mai 2025, Rohan Janse van Rensburg compte 1 cape en équipe d'Afrique du Sud, dont une en tant que titulaire, depuis le 26 novembre 2016 contre l'équipe du pays de Galles à Cardiff. Il n'a inscrit aucun point.